# Melittia sulphureopyga
Melittia sulphureopyga is een vlinder uit de familie wespvlinders (Sesiidae), onderfamilie Sesiinae.
Melittia sulphureopyga is voor het eerst wetenschappelijk beschreven door Le Cerf in 1916. De soort komt voor in het Neotropisch gebied.